# Zeuxiotrix atra
Zeuxiotrix atra là một loài ruồi trong họ Tachinidae.